# Kruševa Glava
Kruševa Glava es un pueblo ubicado en el territorio de Vranje, en el distrito de Pčinja, Serbia.

## Superficie
Posee una superficie de 6,709 kilómetros cuadrados.

## Demografía
Hasta 2011 la población era de 89 habitantes, con una densidad de población de 13,26 habitantes por kilómetro cuadrado.